# Liotrichus (подрод)
Liotrichus (лат.) — подрод щелкунов рода Liotrichus из подсемейства Dendrometrinae.

## Описание
Стернит переднегруди у передних тазиков слегка вздут, задний отросток про грудь со слабо намеченным уступом у вершины. Бедренные покрышки задних тазиков сужаются по направлению наружу не равномерно.

## Систематика
В составе рода:
- Liotrichus affinis (Paykull, 1800)
- Liotrichus alpensis (Miva, 1928)
- Liotrichus bessolitzinae Gurjeva, 1986
- Liotrichus hypocrita (Lewis, 1894)
- Liotrichus ligneus (Candéze, 1879)